# Get Nice!
Get Nice! é o nono álbum de estúdio pela banda de punk Zebrahead, lançado em 27 de julho de 2011 no Japão, 29 julho de 2011 na Europa e 2 de agosto de 2011 em os Estados Unidos. Segue o disco Raid Panty e o primeiro álbum com material original da banda desde de Phoenix em 2008. "Ricky Bobby" foi o primeiro single do álbum, lançado em 10 de junho de 2011, com uma versão digital do single lançado no iTunes, tornando-o o primeiro single da banda a ser lançado. Um segundo single, "Get Nice", foi lançado em 09 de julho de 2011, e gerou um vídeo da música também.

## Faixas
1. "Blackout" — 3:45
2. "Nothing to Lose" — 3:53
3. "She Don't Wanna Rock" — 3:09
4. "Ricky Bobby" — 2:42
5. "Get Nice!" — 3:23
6. "The Joke's on You" — 3:03
7. "Nudist Priest" — 3:08
8. "Galileo Was Wrong" — 3:15
9. "Truck Stops and Tail Lights" — 3:22
10. "I'm Definitely Not Gonna Miss You" — 3:48
11. "Too Bored to Bleed" — 3:58
12. "Kiss Your Ass Goodbye" — 4:10
13. "This Is Gonna Hurt You Way More Than It's Gonna Hurt Me" — 4:03
14. "Demon Days" — 3:05